# مصطفى عبد الله بعيو
مصطفى عبد الله بعيو (1921-1988) مؤرخ، وأكاديمي، وسياسي ليبي. هو آخر وزير للتعليم في العهد الملكي.

## نشأته
ولِدَ في قرية أولاد بعيو بمصراتة في 21 يناير سنة 1921م، وهاجرت أسرته زمن الاحتلال الإيطالي للبلاد، وأقامت بالإسكندرية، وبها درس في مدارسها، ثم في جامعتها جامعة الإسكندرية وكانت تُسمى (جامعة فاروق) وتخرج من قسم التاريخ بها في سنة 1943م، وواصل تعليمه وحصل على دبلوم في التربية من معهد الجيزة عام 1945م، واشتغل معلماً بالمرحلة الثانوية في مدارس الإسكندرية،

## حياته وعمله ونشاطه السياسي في ليبيا
عاد إلى ليبيا منتصف الأربعينيات من القرن العشرين وعمل مدرساً في ثانوية الزاوية ثم عُيـِّن مديراً لها، ونشط في حزب المؤتمر بقيادة بشير السعداوي واعتقل جراء هذا النشاط.
بعد استقلال ليبيا عمل سكرتيراً للشؤون البرلمانية في الحكومة الليبية، ومديراً عاماً بوزارة المعارف، واختير عضواً في اللجنة التي شكّلت لتأسيس الجامعة الليبية أواخر عام 1955م،
سافر إلى بريطانيا في دورات تدريبية في مجال تخصصه، ونال درجة الماجستير في التاريخ من جامعة كولومبيا في نيويورك عام 1958م، وبعد عودته عُيِّن عميداً لكلية الآداب في الجامعة الليبية، وقام بتدريس مادة التاريخ الحديث لطلبة قسم التاريخ بها.
انتدب للعمل بوزارة الخارجية في عام 1961م واستمر بالعمل إلى عام 1963م وشغل منصب وزير مفوّض بها ثم وكيلاً للوزارة، حتى تعيينه رئيساً للجامعة الليبية إلى عام 1967م حيث أصبح وزيراً للتربية والتعليم في أبريل 1967م إلى أواخر أغسطس 1969م فعمل في إحدى شركات النفط بطرابلس، ثم في اليونسكو بباريس.
شارك في عدة مؤتمرات ولقاءات علمية بحكم منصبه وتخصصه داخل ليبيا وخارجها، وألقى كثيراً من المحاضرات، واهتم بالتاريخ وهو مجال تخصصه وله العديد من الكتب حول التاريخ الليبي، توفي بالولايات المتحدة في 7 يناير سنة 1988م ودُفِنَ هناك.

## مؤلفاتة
نشرت له العديد من البحوث في دوريات مختلفة، واهتمّ بالموضوع التاريخي الليبـي مبكراً وتشكّل كتاباته وإسهاماته العلمية في بحوث التاريخ الليبـي (خاصة الحديث والمعاصر منه) جانباً مهماً من جوانب المدرسة التاريخية الحديثة في ليبيا وله العديد من المؤلفات التاريخية منها:
- المجمل في تاريخ لوبيا من أقدم العصور إلى العصر الحاضر. كتابه الأول وقد صدر بتقديم أستاذيه عبد الحميد العبادي ومحمد عبد الهادي شعيرة. (الإسكندرية: مطبعة رمسيس. 1947م). 148 ص.
- الأسس التاريخية لمستقبل ليبيا (دراسلات في التاريخ الليبي). (الإسكندرية: مطابع عابدين. 1953م). 211 ص.
- تاريخ ليبيا للسنة السادسة الابتدائية. 1955م.
- بعض ملامح تاريخ ليبيا في القرن التاسع عشر. محاضرة عامة ألقيت في 18 نوفمبر سنة 1965م بكلية الآداب والتربية بالجامعة الليبية ضمن المؤتمر التاريخي ((ليبيا في التاريخ)). (بنغازي: المطبعة الأهلية. 1966م). 19 ص.
- المختار في مراجع تاريخ ليبيا. (بنغازي: دار ليبيا للنشر والتوزيع. 1967م). ج1. 223 ص.
- المختار في مراجع تاريخ ليبيا. (بيروت: دار الطليعة للطباعة والنشر. 1392هـ 1972م). ج2. 303 ص.
- المختار في مراجع تاريخ ليبيا. (طرابلس: الدار العربية للكتاب. 1395هـ 1975م). ج3. 273 ص.
- المشروع الصهيوني لنوطين اليهود في ليبيا: برقة-طرابلس. (طرابلس: الدار العربية للكتاب. 1395هـ 1975م). 151 ص.